# Phaonia portschinskyi
Phaonia portschinskyi är en tvåvingeart som först beskrevs av Johann Andreas Schnabl 1888.  Phaonia portschinskyi ingår i släktet Phaonia och familjen husflugor. Inga underarter finns listade i Catalogue of Life.